# Pont du Pecq
L'actuel pont du Pecq, appelé officiellement « pont Georges-Pompidou », est un pont routier qui enjambe la Seine dans la commune du Pecq (Yvelines, France), dont le territoire s'étend sur les deux rives du fleuve. Ce pont se situe entre le pont de l'île de la Loge (en amont) et le viaduc ferroviaire du Pecq (en aval).
Auparavant, un pont était situé plus en amont : voir la section Histoire.

## Caractéristiques techniques
Le pont du Pecq est constitué d'un tablier métallique de 176 m de long reposant sur des poutres en acier, en trois travées de 66 m pour la travée centrale et 54 m pour les deux travées latérales. Il est soutenu par deux piles en béton situées dans le lit du fleuve.
Enjambant également des voies routières sur chacune des rives, sa largeur totale est de 18 mètres dont 13 m de chaussée et 5 m de trottoirs.

## Situation géographique
Comptant quatre voies de circulation, le pont du Pecq est emprunté par la route départementale 186 (Chatou - Le Port-Marly). Dans son prolongement, vers l'ouest, commence la RD 190 qui relie Le Pecq à Limay par la rive droite de la Seine. Le trafic quotidien est de l'ordre de 43 000 véhicules.
Lors d'un comptage permanent effectué en 2008, le trafic moyen journalier s'élevait à 40 594 véhicules, dont 2,2 % étaient des poids lourds.

## Historique

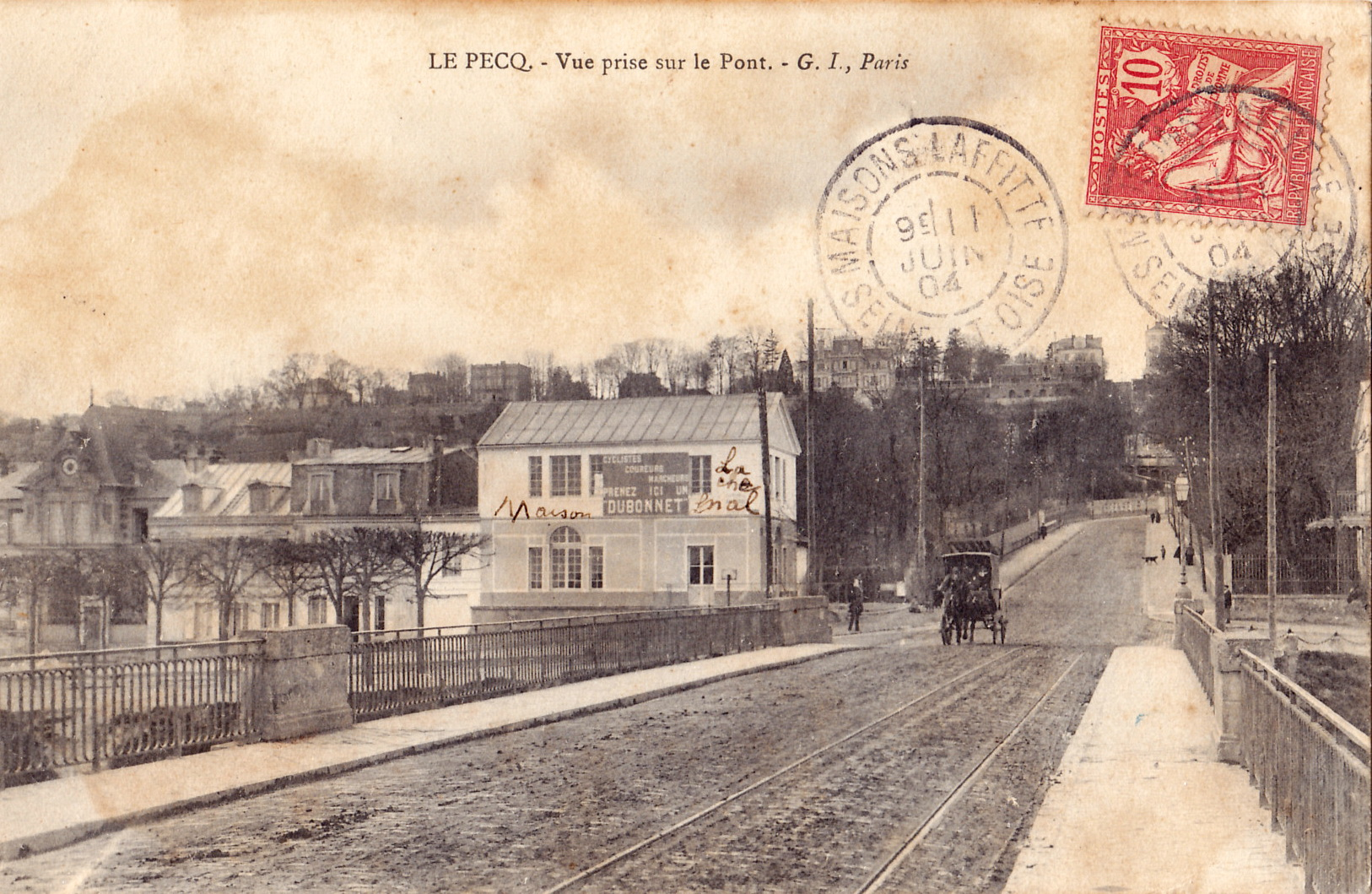
Le pont de 1872, vu vers 1904.
On y distingue la voie du tramway de Paris à Saint-Germain.

Le pont actuel est le huitième pont sur la Seine construit au Pecq depuis 1627.
Le pont était précédemment situé un peu plus en amont du fleuve, au débouché de la rue de Paris (sur la rive gauche) et du lieu dit de l’Orme de Sully (sur la rive gauche). L'emplacement a été modifié après que les glaces ont emporté le pont, le 28 janvier 1830. Le pont nouvellement construit (entre 1832 et 1835), à l'emplacement qu'on connaît actuellement, était constitué de sept travées à charpente de fer avec piles et culées en maçonnerie (longueur totale : 169,60 mètres). Celui-ci a été détruit en 1870 par l’armée prussienne pendant le Siège de Paris. 
Le pont suivant, construit en pierres en 1872, a été endommagé pendant la Seconde Guerre mondiale. Un poste de sauvetage et de secours aux noyés y a été installé en 1884. Ne répondant plus aux exigences de la circulation tant routière que fluviale, il a été remplacé par le pont actuel. 
Pour assurer la circulation pendant la construction de l'ouvrage définitif, un pont provisoire fut construit, à 230 m en amont. La travée centrale était constituée de deux ponts métalliques indépendants de type Warren. Cet ouvrage fut mis en service le 20 août 1960.

Inauguré le 31 décembre 1963, il a été rebaptisé pont Georges-Pompidou le 22 juin 1996.

## Ornementation
Lors de son inauguration, ce pont était situé dans le département de Seine-et-Oise, dont le nom évoquait deux cours d'eau. Ceux-ci sont symbolisés par deux sculptures monumentales de cinq mètres de long en travertin romain, œuvre du sculpteur René Letourneur (1898 – 1990). Les statues avaient auparavant une fonction pratique consistant, en raison de leur poids, à créer une poussée verticale contrebalançant la poussée horizontale de la travée. Avec l'emploi des matériaux modernes, ce dispositif n'est plus nécessaire.

## Les ponts du Pecq dans les arts

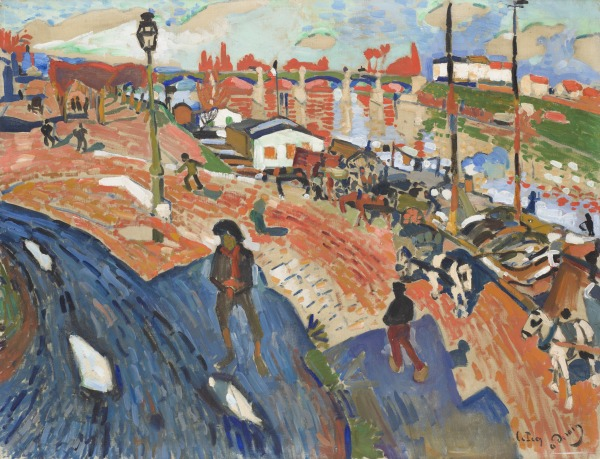
Le Pont du Pecq, par André Derain en 1904-1905.

Les anciens ponts du Pecq ont inspiré plusieurs peintres dont : 
- William Turner :
  - Vue du château de Saint-Germain-en-Laye, 1832, aquarelle, musée du Louvre, reproduite sur un circuit du Pays des Impressionnistes ;

- Maurice de Vlaminck :
  - La Seine, Le Pecq, 1905, huile sur toile, 35 x 41 cm, Kunsthaus de Zurich[11],
  - La Seine au pont du Pecq, 1905, huile sur toile, 54 x 74 cm, Kunststiftung Merzbacher[12],
  - La Seine au Pecq, 1905, huile sur toile, 89 x 116 cm, Kunststiftung Merzbacher[13],
  - Chaland sur la Seine au Pecq, 1906, huile sur toile, 65 x 92 cm, Fondation et Collection Emil G. Bührle[14].

## Galerie de photographies

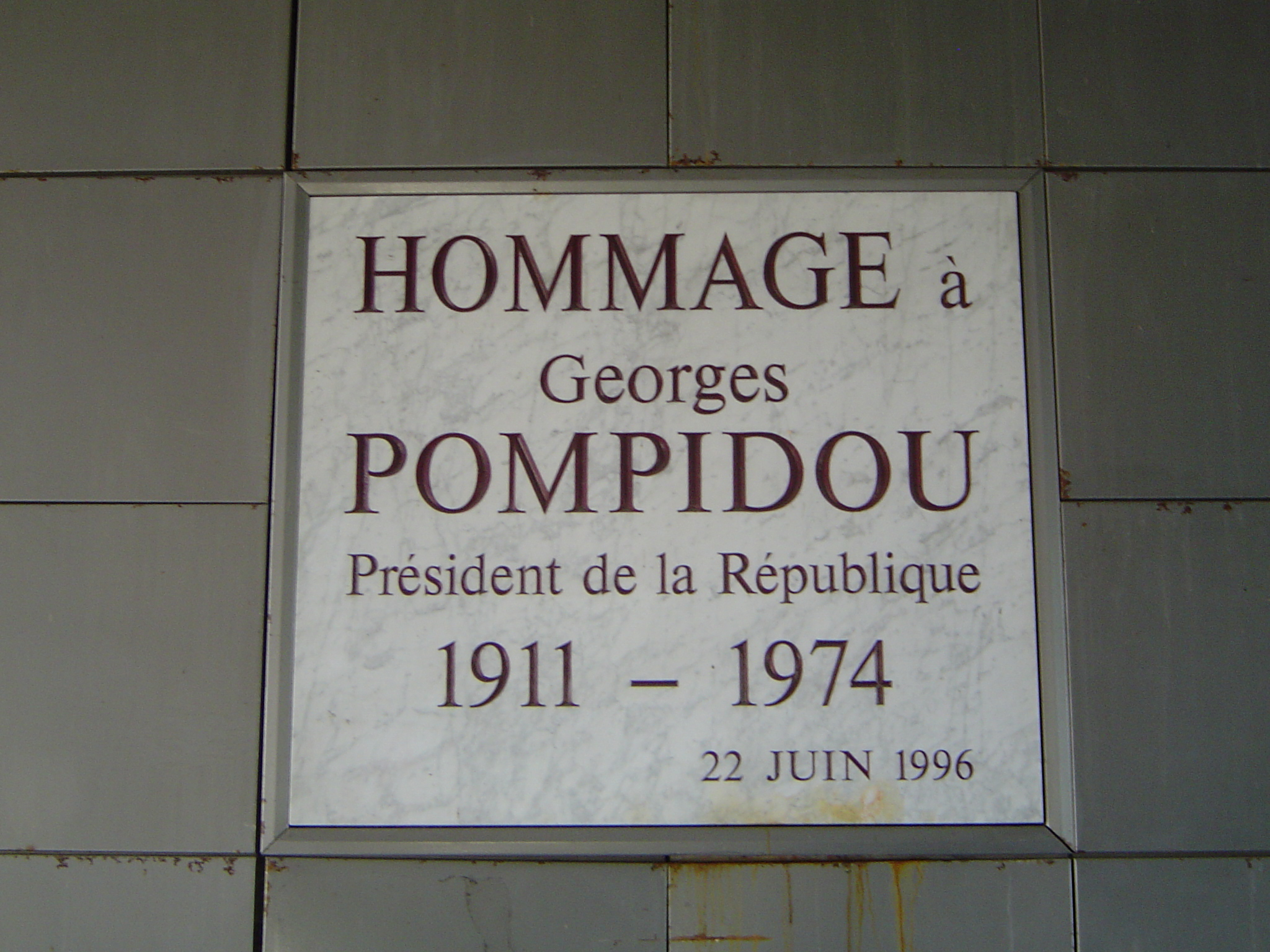
Plaque sous le pont du Pecq.
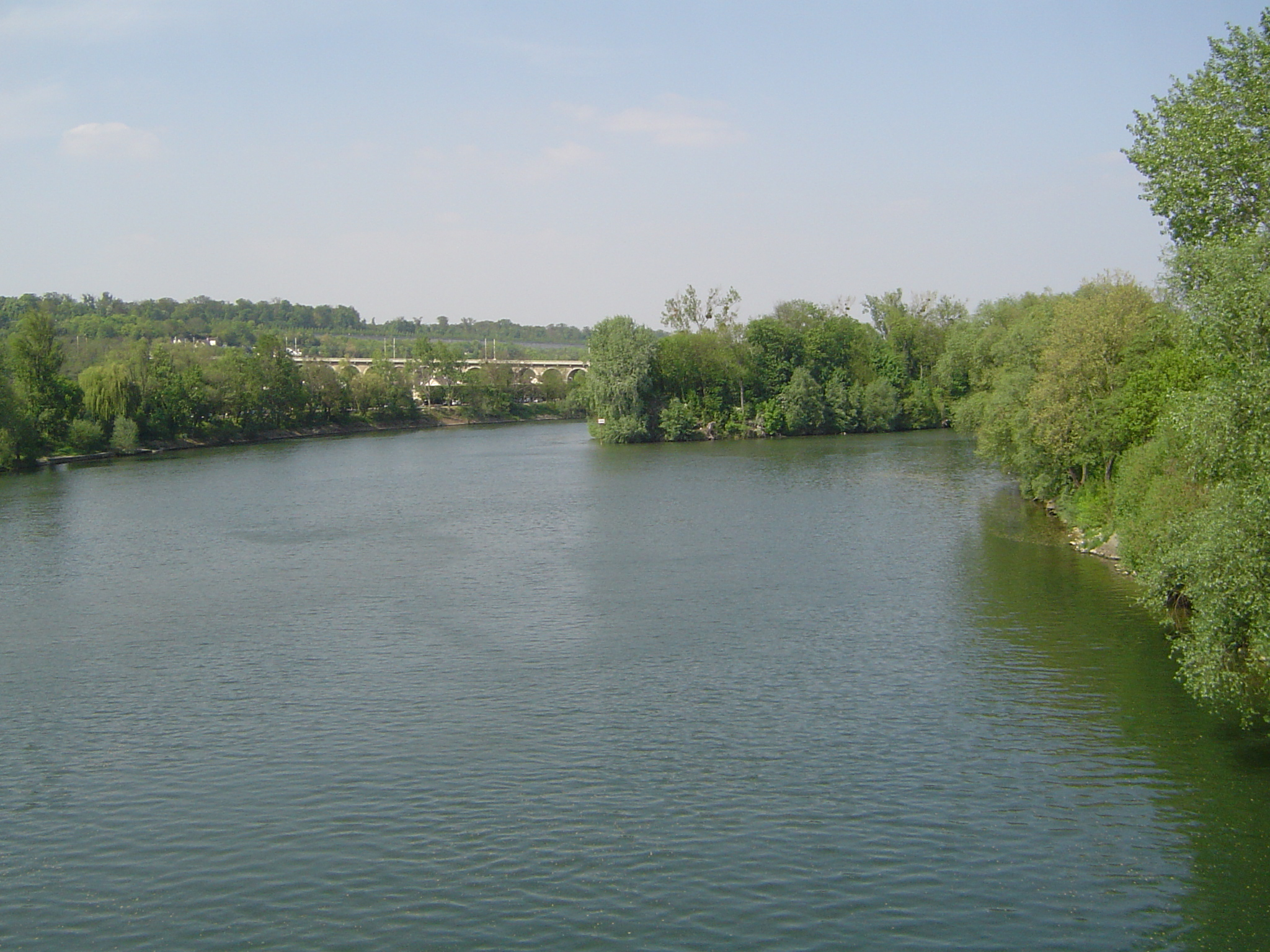
Vue vers l'aval depuis le pont.
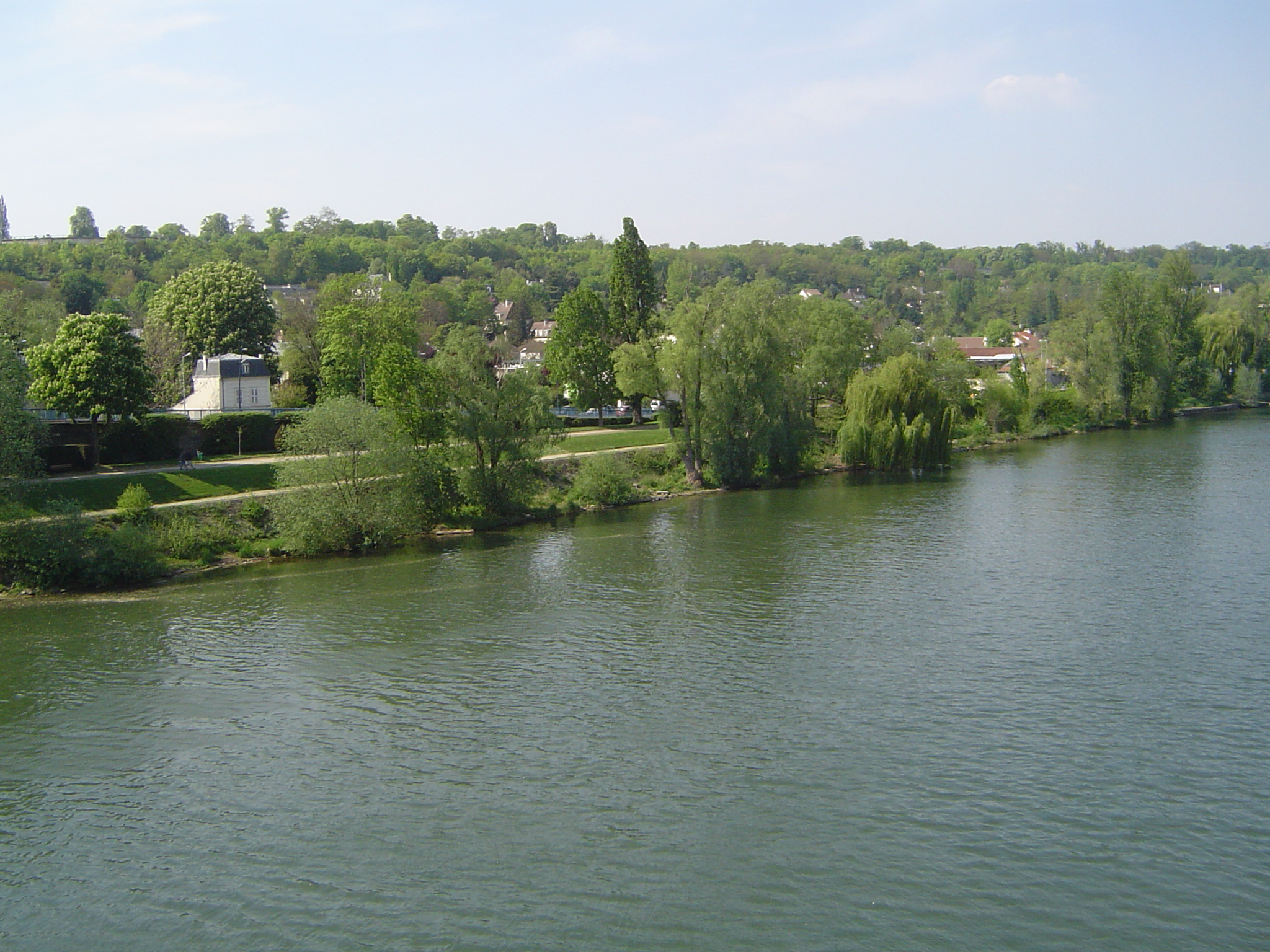
Vue du Pecq, depuis le pont.